# Whoopi Goldberg
Whoopi Goldberg, nome artístico de Caryn Elaine Johnson (Nova Iorque, 13 de novembro de 1955) é uma atriz, comediante, cantora, dubladora, escritora, ativista e apresentadora norte-americana. É a primeira artista afro-americana a conseguir um EGOT, ou seja, ganhou os quatro principais prêmios da indústria de entretenimento dos Estados Unidos: Emmy (Televisão), Grammy (Música), Oscar (Filme) e Tony (Teatro).
Goldberg começou sua carreira fazendo comédia no teatro em 1983; Ela ganhou notoriedade em 1985, quando ganhou um Grammy Awards de Melhor Gravação de Comédia; Seu sucesso no cinema veio no mesmo ano, com o drama The Color Purple (1985), onde ela recebeu uma indicação ao Oscar de melhor atriz e venceu um Globo de Ouro de Melhor Atriz em Filme Dramático. Em 1991, ela venceu um Oscar de Melhor atriz coadjuvante, um Globo de Ouro de Melhor Atriz Coadjuvante e um BAFTA, por sua interpretação cômica no filme Ghost (1990). Foi indicada ao Globo de Ouro de melhor atriz em comédia ou musical por sua atuação na comédia de sucesso Sister Act (1992), que rendeu uma sequência Sister Act 2: Back in the Habit (1993) e um musical da Broadway. Também, foi por quatro vezes, apresentadora da cerimônia do Oscar.
Seus créditos no cinema também incluem, Jumping Jack Flash (1986), Clara's Heart (1988), Soapdish (1991), Sarafina! (1992), Made in America (1993), Corrina, Corrina  e Star Trek Generations (1994), Boys on the Side (1995), Bogus e Ghosts of Mississippi (1996), Girl, Interrupted (1999) e Teenage Mutant Ninja Turtles (2014). Whoopi também é conhecida por seus trabalhos de dublagem, destacando-se em animações de sucesso como The Lion King (1994), The Pagemaster (1994), Rudolph, the Red-Nosed Reindeer: The Movie (1998), The Rugrats Movie (1998), Pinocchio 3000 (2004), Racing Stripes (2005), Everyone's Hero (2006) e Toy Story 3 (2010).
Desde 2007, ela co-apresenta o talk show diurno The View, pelo qual ganhou um Daytime Emmy Awards de Melhor Apresentadora de Talk Show.

## Biografia
Nascida e criada em uma família humilde da Cidade de Nova Iorque, mais especificamente no distrito de Manhattan, é filha de Emma Johnson (21 de setembro de 1931 - 29 de agosto de 2010), uma enfermeira e professora, e Robert James Johnson Jr. (4 de março de 1930 - maio de 1993), um clérigo batista. Ela também tem um irmão mais velho chamado Clyde (1949 - 11 de maio de 2015). Goldberg descreveu sua mãe como uma "mulher forte e sábia" que a criou como mãe solteira, visto que seu pai foi viver com a amante, e abandonou sua mãe com dois filhos pequenos.
Goldberg começou a fazer teatro na escola, descobrindo vocação para a comédia de improviso. Seu nome artístico, Whoopi, faz referência a “whoopee cushion” (expressão em inglês para a almofada de brinquedo que “solta pum”). Já o sobrenome artístico Goldberg foi escolhido  como uma forma de homenagear seus antepassados, pois este sobrenome pertence a sua família materna.
Durante a década de 1970, Goldberg mudou-se para San Diego, Califórnia, onde se tornou garçonete, depois foi para Berkeley, onde trabalhou como caixa de banco e cosmetologista funerária. Em paralelo, ela se juntou à trupe de teatro de vanguarda Blake Street Hawkeyes, onde atuou e produziu várias produções teatrais independentes.

## Vida pessoal
Goldberg foi casada três vezes: Em 1973, casou-se com Alvin Martin, de quem divorciou-se em 1979; Desta união, aos dezoito anos, ela teve sua única filha: Alexandrea "Alex" Dean Martin, nascida em 9 de maio de 1974. Em 1 de setembro de 1986, casou-se com o cineasta David Claessen, mas divorciaram-se em 1988. Em 1 de outubro de 1994, uniu-se a Lyle Trachtenberg, porém se divorciaram no ano seguinte. Whoopi teve diversos namorados, entre eles o dramaturgo David Schein, o empresário Michael Visbal, o operador de câmera Edward Gold e os atores Frank Langella, Timothy Dalton e Ted Danson.
A primeira neta de Goldberg, Amarah Skye, nasceu em 1989, quando ela tinha 34 anos; sua filha, Alex, engravidou aos dezesseis anos. Whoopi tem mais dois netos: Jerzey e Mason. Em abril de 2014 ela se tornou bisavó aos 58 anos, quando sua neta Amarah deu à luz ao menino Charlie.
Em 29 de agosto de 2010, a mãe de Goldberg, Emma Johnson, morreu após sofrer um derrame. Em 2015, seu irmão Clyde, morreu de um aneurisma cerebral.

### Saúde
Goldberg foi diagnosticada com dislexia. Em 1978, ela testemunhou uma colisão aérea de dois aviões em San Diego, o que a fez desenvolver medo de voar e transtorno de estresse pós-traumático. Ela revelou que já foi usuária assídua de cocaína, e disse ter recebido seu Oscar em 1991, sob o efeito de maconha.
Em 1991, Goldberg revelou que fez seu primeiro aborto aos quatorze anos e que havia feito mais seis ou sete abortos até os 25 anos, pois o anticoncepcional falhou em interromper várias de suas gestações.
Em março de 2019, ela anunciou que estava com pneumonia e sepse, o que a fez se afastar temporariamente do talk show The View.

### Polêmicas
Em 2009, no The View, enquanto comentava a condenação de Roman Polanski por estupro de uma garota de treze anos em 1977,  Goldberg o defendeu, alegando que as pessoas tinham que distinguir entre estupro estatutário e estupro forçado, o que gerou revolta nas redes sociais. No ano seguinte, em resposta a comentários racistas feitos pelo ator Mel Gibson, ela disse: "Conheço Mel e sei que ele não é racista".
Em 2015, Goldberg defendeu Bill Cosby das acusações de estupro feitas contra ele, questionando por que as acusações não tinham sido feitas antes. Mais tarde, ela mudou sua posição, afirmando que "todas as informações apontam para 'culpa'."
Em 2022, Goldberg gerou revolta ao declarar no The View, que o Holocausto não foi baseado na raça, mas "na desumanidade do homem para com o homem". Ela se desculpou no Twitter, porém mais tarde, ela afirmou que a questão dos nazistas era com etnia e não raça durante sua participação no The Late Show com Stephen Colbert, o que atraiu mais críticas. No dia seguinte, Goldberg fez outro pedido de desculpas no The View. Ela foi suspensa do programa por duas semanas por causa dos comentários.

## Ativismo
Goldberg já declarou ser a favor do casamento entre pessoas do mesmo sexo, legalização do aborto e da maconha. Ela é conhecida por seus esforços humanitários em prol de crianças, moradores de rua, direitos humanos, educação e abuso de substâncias. Entre suas muitas atividades de caridade, Whoopi se tornou Embaixadora da Boa Vontade das Nações Unidas.
Em 11 de outubro de 1987, ela participou da Segunda Marcha Nacional em Washington pelos Direitos de Lésbicas e Gays, com foco em pressionar as autoridades que ignoravam a crise de AIDS no mundo; Em seu discurso ela demonstrou seu apoio a comunidade.
Em abril de 2010, Goldberg se juntou a Cyndi Lauper no lançamento de sua campanha Give a Damn, para trazer uma conscientização mais ampla sobre a discriminação da comunidade LGBT e convidar pessoas heterossexuais a se aliarem à comunidade.
Ela foi palestrante na Marcha das Mulheres em Nova York em 2017 e 2018. Em maio de 2017, ela falou sobre a importância de declarar publicamente apoio aos direitos dos transgêneros no GLAAD Media Awards. Em 26 de junho de 2019, ela foi anfitriã do WorldPride Opening Ceremony, evento realizado para comemorar o 50º aniversário dos tumultos de Stonewall.

## Empreendimentos
Goldberg foi co-fundadora da Whoopi & Maya, uma empresa que fabricava produtos de cannabis medicinal para mulheres que buscavam alívio para cólicas menstruais. Em 2021, Goldberg anunciou o lançamento de uma nova linha de produtos de cannabis, "Emma & Clyde", em homenagem à sua falecida mãe e irmão.

## Honras e Legado
Em 1999, ela recebeu o Prêmio Vanguarda do GLAAD por seu trabalho contínuo em apoio à comunidade LGBT, bem como o "Women in Film Crystal Award" para mulheres excepcionais que ajudaram a expandir o papel das mulheres na indústria do entretenimento.
Em 2001, ela se tornou a primeira mulher afro-americana a receber um Prêmio Mark Twain de Humor Americano. Em julho de 2010, o Ride of Fame homenageou Goldberg com um ônibus turístico de dois andares na cidade de Nova York pelas conquistas de sua vida.
Em 2017, ela foi honrada com um Disney Legends Awards por suas contribuições à Walt Disney Company.

## Filmografia

### Filmes
| Ano  | Título                                              | Título em Português                                   | Papel                                                   | Notas                                             |
| ---- | --------------------------------------------------- | ----------------------------------------------------- | ------------------------------------------------------- | ------------------------------------------------- |
| 1982 | Citizen: I'm Not Losing My Mind, I'm Giving It Away |                                                       |                                                         |                                                   |
| 1985 | The Color Purple                                    | br/pt: A Cor Púrpura                                  | Celie Harris Johnson                                    |                                                   |
| 1986 | Jumpin' Jack Flash                                  | br: Salve-me Quem Puder! pt: Uma Mulher dos Diabos    | Terence "Terry" Doolitlle                               |                                                   |
| 1987 | Fatal Beauty                                        | br: Mercadores da Morte pt: Beleza Fatal              | Rita Rozzoli                                            |                                                   |
| 1987 | Burglar                                             | br: A Ladrona pt: Delinquente e Detective             | Bernice 'Bernie' Rhodenbarr                             |                                                   |
| 1988 | The Telephone                                       | br: O Telefone                                        | Vashti Blue                                             |                                                   |
| 1988 | Clara's Heart                                       | br: O Coração de Clara                                | Clara Mayfield                                          |                                                   |
| 1989 | Beverly Hills Brats                                 | br: Um Sequestro Muito Louco                          | Ela mesma                                               |                                                   |
| 1989 | Homer & Eddie                                       | br: Homer & Eddie - O Sentido da Vida                 | Eddie Cervi                                             |                                                   |
| 1990 | A Long Walk Home                                    | br: Uma História Americana pt: Caminho para a Vitória | Odessa Cotter                                           |                                                   |
| 1990 | Ghost                                               | br: Ghost - do Outro Lado da Vida                     | Oda Mae Brown                                           |                                                   |
| 1991 | Wisecracks                                          |                                                       | Ela mesma                                               | Documentário                                      |
| 1991 | Soapdish                                            | br: Segredos de uma Novela                            | Rose Schwartz                                           |                                                   |
| 1991 | House Party 2                                       | br: Uma Festa de Arromba 2: O Baile do Pijama         | A Professora                                            | não-creditada                                     |
| 1992 | Sister Act                                          | br: Mudança de Hábito pt: Do Cabaré para o Convento   | Deloris Wilson (Deloris Van Cartier)/Irmã Mary Clarence |                                                   |
| 1992 | The Player                                          | br/pt: O Jogador                                      | Detetive Susan Avery                                    |                                                   |
| 1992 | Sarafina!                                           | br: Sarafina! O som da Liberdade                      | Profª Mary Masembuko                                    |                                                   |
| 1993 | Naked in New York                                   | br: Nu em Nova York                                   |                                                         |                                                   |
| 1993 | Made in America                                     | br: Feita por Encomenda                               | Sarah Mathews                                           |                                                   |
| 1993 | Loaded Weapon 1                                     | br: Máquina Quase Mortífera                           | Sgt. Billy York                                         |                                                   |
| 1993 | Sister Act 2: Back in the Habit                     | br: Mudança de Hábito 2 - Mais Aventuras no Convento  | Deloris Van Cartier/Irmã Mary Clarence                  |                                                   |
| 1994 | Liberation                                          | br: Libertação                                        | Narradora                                               | Voz                                               |
| 1994 | Corrina, Corrina                                    | br: Corina, uma Babá Perfeita                         | Corina Washington                                       |                                                   |
| 1994 | The Lion King                                       | br/pt: O Rei Leão                                     | Shenzi                                                  | Voz                                               |
| 1994 | Star Trek: Generations                              | br: Jornada nas Estrelas - Generations                | Guinan                                                  |                                                   |
| 1994 | The Pagemaster                                      | br: Pagemaster - O Mestre da Fantasia                 | Fantasia                                                | Voz                                               |
| 1994 | The Little Rascals                                  | br: Os Batutinhas                                     | Mãe do Chapéu                                           |                                                   |
| 1995 | Theodore Rex                                        | br: Meu Parceiro é um Dinossauro                      | Katie Coltrane                                          |                                                   |
| 1995 | Boys on the Side                                    | br: Somente Elas                                      | Jane Deluca                                             |                                                   |
| 1995 | Moonlight and Valentino                             | br: O Jogo da Verdade                                 | Sylvie Morrow                                           |                                                   |
| 1995 | The Celluloid Closet                                |                                                       | Ela mesma                                               | Documentário                                      |
| 1996 | The Associate                                       | br: O Sócio                                           | Laurel Ayres/Robert S. Cutty                            |                                                   |
| 1996 | Bogus                                               | br: Bogus - Meu Amigo Secreto                         | Harriet Franklin                                        |                                                   |
| 1996 | Bordello of Blood                                   | br: Bordel de Sangue                                  | Paciente no hospital                                    | Não creditada                                     |
| 1996 | Eddie                                               | br: Eddie - Ninguém Segura Essa Mulher                | Edwina 'Eddie' Franklin                                 |                                                   |
| 1996 | Ghosts of Mississippi                               | br: Fantasmas do Passado                              | Myrlie Evers                                            |                                                   |
| 1997 | Cinderella                                          | br: Cinderela                                         | Rainha Constantina                                      | Telefilme da Disney                               |
| 1997 | An Alan Smithee Film: Burn Hollywood Burn           | br: Hollywood - Muito Além das Câmeras                | Ela mesma                                               |                                                   |
| 1997 | In & Out                                            | br: Será Que Ele É?                                   | Ela mesma                                               | (não-creditada)                                   |
| 1997 | A Christmas Carol                                   | br: Um Conto de Natal                                 | O fantasma do Natal presente                            | Voz                                               |
| 1998 | The Rugrats Movie                                   | br: Os Anjinhos                                       | Guarda Margaret                                         | Voz                                               |
| 1998 | The Lion King II: Simba's Pride                     | br: O Rei Leão 2: o Reino de Simba                    | Shenzi                                                  | Voz                                               |
| 1998 | Rudolph the Red-Nosed Reindeer: The Movie           | br: Rodolfo, a Rena do Nariz Vermelho                 | Stormella, a rainha má do gelo                          | Voz                                               |
| 1998 | Alegría                                             | Alegría                                               | Bebê palhaço                                            |                                                   |
| 1998 | How Stella Got Her Groove Back                      | br: A Nova Paixão de Stella                           | Delilah Abraham                                         |                                                   |
| 1998 | A Knight in Camelot                                 | br: Uma Cavaleira em Camelot                          | Vivien Morgan/Sir Chefe                                 | Telefilme da Disney                               |
| 1999 | The Magical Legend of the Leprechauns               | br: A Lenda Mágica dos Duendes                        | O Grande Banshee                                        | Voz                                               |
| 1999 | Girl, Interrupted                                   | br: Garota, Interrompida                              | Valerie Owens, RN                                       |                                                   |
| 1999 | The Deep End of the Ocean                           | br: Nas Profundezas do Mar Sem Fim                    | Candy Bliss                                             |                                                   |
| 1999 | Alice in Wonderland                                 | br: Alice no País das Maravilhas                      | Gato de Cheshire                                        | Telefilme da NBC                                  |
| 2000 | The Adventures of Rocky and Bullwinkle              | br: As Aventuras de Alceu e Dentinho                  | Juíza                                                   |                                                   |
| 2000 | More Dogs Then Bones                                | br: Dinheiro pra Cachorro                             | Cleo                                                    |                                                   |
| 2001 | Monkeybone                                          | br: Monkeybone - No Limite da Imaginação              | A Morte                                                 |                                                   |
| 2001 | Call Me Claus                                       | br: Pode Me Chamar de Noel                            | Lucy Cullin                                             | Telefilme                                         |
| 2001 | Rat Race                                            | br: Tá Todo Mundo Louco!                              | Vera Baker                                              |                                                   |
| 2001 | Kingdon Come                                        | br: Um Ritual do Barulho                              | Raynelle Slocumb                                        |                                                   |
| 2001 | What Makes a Family                                 | br: O Que Faz uma Família                             | Terry Harrison                                          | Telefilme da HBO / Também foi Produtora Executiva |
| 2002 | Star Trek: Nemesis                                  | br: Nêmesis                                           | Guinan                                                  |                                                   |
| 2003 | Blizzard                                            | br: Blizzard - Um Conto de Natal                      | Blizzard                                                | Voz                                               |
| 2004 | Pinocchio 3000                                      |                                                       | Cyberina                                                | Voz                                               |
| 2004 | The Lion King 1½                                    | br: O Rei Leão 3 - Hakuna Matata                      | Shenzi                                                  | Voz                                               |
| 2004 | SuperBabies: Baby Geniuses 2                        | br: Bebês Geniais 2                                   | Ela mesma                                               |                                                   |
| 2005 | Racing Stripes                                      | br: Deu Zebra!                                        | Frannie                                                 | Voz                                               |
| 2005 | Doogal                                              | br: Dogão - Amigo Para Cachorro                       | Ermintrude, a vaca                                      | Voz                                               |
| 2005 | Everyone's Hero                                     |                                                       | Darlin'                                                 |                                                   |
| 2005 | Farce of the Penguins                               | br: A Farsa dos Pinguins                              | Helen                                                   |                                                   |
| 2006 | Homie Spumoni                                       | br: Mano Italiano                                     | Thelma                                                  |                                                   |
| 2007 | If I Had Known I Was a Genius                       | br: Um Cara Acima da Média                            | Mrs. Reed                                               |                                                   |
| 2008 | Stream                                              |                                                       | Jodi Quinn                                              |                                                   |
| 2008 | Snow Buddies                                        | br: Snow Buddies: Uma Aventura no Gelo                | Sra. Mittens                                            |                                                   |
| 2008 | Descendants                                         | br: Descendentes                                      | Red Flower                                              | Voz / Telefilme da Disney                         |
| 2009 | Madea Goes to Jail                                  |                                                       | Ela mesma                                               | Participação                                      |
| 2010 | Toy Story 3                                         | br/pt: Toy Story 3                                    | Stretch                                                 | Voz                                               |
| 2010 | Teenage Paparazzo                                   |                                                       | Ela mesma                                               | Documentário                                      |
| 2010 | For Colored Girls                                   |                                                       | Alice                                                   |                                                   |
| 2011 | A Little Bit of Heaven                              | br: Pronta para Amar                                  | Deus                                                    |                                                   |
| 2011 | The Muppets                                         | br: Os Muppets                                        | Ela mesma                                               | Participação                                      |
| 2014 | Teenage Mutant Ninja Turtles                        | br: As Tartarugas Ninja                               | Bernadette Thompson                                     |                                                   |
| 2014 | Big Stone Gap                                       |                                                       | Fleeta Mullins                                          |                                                   |
| 2014 | Top 5                                               |                                                       | Ela Mesma                                               | Participação                                      |
| 2014 | A Day Late and a Dollar Short                       |                                                       | Viola                                                   | Telefilme                                         |
| 2016 | King of the Dancehall                               |                                                       | Loretta Brixton                                         |                                                   |
| 2017 | 9/11                                                |                                                       | Metzie                                                  |                                                   |
| 2017 | Descendants 2                                       | br: Descendentes 2                                    | Ursula, a Bruxa do Mar                                  | Voz / Telefilme do Disney                         |
| 2018 | Furlough                                            |                                                       | Sra. Stevens                                            |                                                   |
| 2018 | Nobody's Fool                                       |                                                       | Lola                                                    |                                                   |
| 2022 | Luck                                                |                                                       | A Capitã                                                | Voz                                               |
| 2022 | Till                                                |                                                       | Alma Carthan                                            | Também Produtora                                  |
| 2022 | My Father's Dragon                                  |                                                       | Gata                                                    | Voz                                               |
| 2023 | Ezra                                                |                                                       | Jayne                                                   | [ 59 ]                                            |
| 2023 | The Color Purple                                    | br/pt: A Cor Púrpura                                  | Midwife                                                 | Aparição                                          |
| 2024 | Outlaw Posse                                        |                                                       | Stagecoach Mary                                         | [ 60 ]                                            |
| 2024 | Babes                                               |                                                       | Dawn's Breasts                                          | Voz                                               |

### Televisão
| Ano           | Título                                              | Título em Português                           | Papel                                            | Notas |
| ------------- | --------------------------------------------------- | --------------------------------------------- | ------------------------------------------------ | --- |
| 1985          | Whoopi Goldberg: Direct from Broadway               |                                               | Ela mesma/Vários                                 | Especial para a Televisão |
| 1986          | Moonlighting                                        | br: A Gata e o Rato                           | Camille Brand                                    | Episódio: "Camille" / Indicada ao Emmy Award de "Melhor Atriz Convidada em série de Drama"                                                  |
| 1987          | Carol, Carl, Whoopi, and Robin                      |                                               | Ela mesma                                        | Especial para a Televisão |
| 1988          | Whoopi Goldberg: Fontaine…Why Am I Straight?        |                                               | Fontaine                                         | Telefilme / Também escreveu |
| 1988          | Pee-wee's Playhouse Christmas Special               |                                               | Ela mesma                                        | Especial para a Televisão / Participação especial                                                                                           |
| 1988-1993     | Star Trek: The Next Generation                      |                                               | Guinan                                           | Participação recorrente / 28 episódios |
| 1989          | Hanna-Barbera's 50th: A Yabba Dabba Doo Celebration |                                               | Ela mesma                                        | Especial para a TNT |
| 1989          | My Past Is My Own                                   |                                               | Mariah Johnston                                  | Especial para a Televisão / Indicada ao Daytime Emmy Award de "Melhor performance em um especial Infantil"                                  |
| 1990          | Tales from the Whoop: Hot Rod Brown Class Clown     |                                               | Ela mesma                                        | Especial para a Televisão / Também foi Produtora Executiva / Indicada ao Daytime Emmy Award de "Melhor performance em um especial Infantil" |
| 1990-1991     | Bagdad Cafe                                         |                                               | Brenda                                           | 15 episódios |
| 1991          | Tales From The Crypt                                | br: Contos da Cripta pt: Contos de Arrepiar   | Peligre / Ela mesma                              | Episódio: "Dead Wait" |
| 1991          | A Different World                                   |                                               | Dra. Jordan                                      | Episódio: "If I Should Die Before I Wake" / Indicada ao Emmy Award de "Melhor Atriz Convidada em série de Comédia"                          |
| 1990-1992     | Captain Planet and the Planeteers                   |                                               | Gaia, o Espírito da Terra (Voz)                  | Indicada ao Daytime Emmy Award de "Melhor performance em série Infantil"                                                                    |
| 1992          | Defenders of Dynatron City                          |                                               | Senhorita Megawatt (Voz)                         | |
| 1992          | 34th Annual Grammy Awards                           | br/pt: Grammy                                 | Ela mesma                                        | Apresentadora |
| 1992-1993     | The Whoopi Goldberg Show                            |                                               | Ela mesma                                        | Apresentadora / 200 episódios |
| 1993          | Yuletide in the Hood                                |                                               | (Voz)                                            | |
| 1994          | A Cool Like That Christmas                          |                                               | (Voz)                                            | |
| 1994          | Denver the Last Dinosaur                            |                                               | (Voz)                                            | |
| 1994          | 66th Academy Awards                                 | br: Oscar                                     | Ela mesma                                        | Apresentadora / Indicada ao Emmy Award por "Performance individual em programa de variedades ou música"                                     |
| 1995          | The Sunshine Boys                                   |                                               | Enfermeira                                       | Telefilme / Participação especial |
| 1995-1997     | Happily Ever After: Fairy Tales for Every Child     |                                               | Mother Gooseberg / Zenobia The Hoodoo Diva (Voz) | 2 episódios |
| 1996          | 68th Academy Awards                                 |                                               | Ela mesma                                        | Apresentadora |
| 1998          | The Nanny                                           | pt: Competente e Descarada                    | Edna                                             | 2 episódios |
| 1998-2002     | The Hollywood Squares                               |                                               | Ela mesma                                        | Apresentadora / Também produziu |
| 1999          | 71st Academy Awards                                 | br/pt: Oscar                                  | Ela mesma                                        | Apresentadora / Indicada ao Emmy Award por "Performance individual em programa de variedades ou música"                                     |
| 1999          | Jackie's Back!                                      |                                               | Enfermeira Ethyl Washington Rue Owens            | Telefilme da Lifetime |
| 1999          | The Magical Legend of the Leprechauns               |                                               | O Grand Banshee                                  | 2 episódios |
| 1999-2000     | Foxbusters                                          |                                               | Ransome (Voz)                                    | 26 episódios |
| 2001-2002     | Whose Line Is It Anyway?                            |                                               | Ela mesma                                        | 2 episódios |
| 2002          | 74th Academy Awards                                 | br/pt: Oscar                                  | Ela mesma                                        | Apresentadora |
| 2002          | My Fair Madeline                                    |                                               | Senhorita Clavel (Voz)                           | Telefilme |
| 2002          | It's a Very Merry Muppet Christmas Movie            |                                               | A chefe de Daniel                                | Especial de Natal |
| 2002          | Absolutely Fabulous                                 |                                               | Goldie                                           | Episódio: "Gay" (especial de Natal) |
| 2003          | Good Fences                                         |                                               | Mabel Spader                                     | Também produziu |
| 2003-2004     | Whoopi                                              |                                               | Mavis Rae                                        | Também fez produção executiva / 22 episódios                                                                                                |
| 2004          | Littleburg                                          |                                               | Prefeita Whoopi                                  | Cancelado depois de três episódios |
| 2005          | Whoopi: Back to Broadway - the 20th Anniversary     |                                               | Vários                                           | Também fez produção executiva e escreveu |
| 2006          | Just for Kicks                                      |                                               | Vários                                           | Documentário / Desenvolvedora e produtora executiva                                                                                         |
| 2006          | Dawn French's Girls Who Do Comedy                   |                                               | Vários                                           | Três partes; série de TV britânica |
| 2006          | Law & Order: Criminal Intent                        | br: Lei e Ordem: Crimes Premeditados          | Chesley Watkins                                  | Episódio: "To the Bone" |
| 2006          | Everybody Hates Chris                               | br: Todo Mundo Odeia o Chris                  | Louise Clarckson (a avó da Tasha)                | Episódios: "Todo Mundo Odeia Rejeição" / "Todo Mundo Odeia um Mentiroso"                                                                    |
| 2007-2009     | 30 Rock                                             | br: 30 Rock / Um Maluco na TV                 | Ela mesma                                        | 2 episódios |
| 2007-presente | The View                                            |                                               | Ela mesma                                        | Co-apresentadora |
| 2008          | Entourage                                           | br: Entourage: Fama e Amizade                 | Ela mesma                                        | Episódio: "Fire Sale" |
| 2008          | 62nd Tony Awards                                    |                                               | Ela mesma                                        | Apresentadora |
| 2008          | The Naked Brothers Band                             |                                               | Ela mesma                                        | 3ª temporada, episódio 34 |
| 2008          | Life on Mars                                        |                                               | Brother Lovebutter                               | Episódio: "Things to Do in New York When You Think You're Dead" / Part. especial não-creditada                                              |
| 2008          | Meerkat Manor: The Story Begins                     |                                               | Narradora                                        | Documentário |
| 2008          | A Muppet Christmas: Letters to Santa                |                                               | Motorista de Táxi                                | Especial de Natal |
| 2008-2010     | Hell's Kitchen                                      |                                               | Ela mesma                                        | 2 episódios |
| 2009          | The Cleaner                                         |                                               | Paulina Kmec                                     | 3 episódios |
| 2012          | The Middle                                          | br: Uma Família Perdida no Meio do Nada       | Jane Marsh                                       | Episódio: "The Guidance Counselor" |
| 2012          | Suburgatory                                         | br: Suburgatório                              | Yakult (Voz)                                     | Episódio: "The Motherload" |
| 2012          | 666 Park Avenue                                     |                                               | Maris Elder                                      | Episódio: "Hypnos" |
| 2012          | Robot Chicken                                       |                                               | Várias vozes                                     | Episódio: "Choked on Multi-Colored Scarves"                                                                                                 |
| 2012-2014     | Glee                                                | br: Glee: Em Busca da Fama                    | Carmen Tibideaux                                 | 6 episódios |
| 2013          | Whoopi Goldberg Presents Moms Mabley                |                                               | Ela mesma                                        | Documentário da HBO |
| 2013          | Richard Pryor: Omit the Logic                       |                                               | Ela mesma                                        | Documentário da HBO |
| 2013-2014     | Once Upon a Time in Wonderland                      |                                               | Sra. Rabbit (Voz)                                | 3 episódios |
| 2014-2016     | The 7D                                              |                                               | Espelho Mágico (Voz)                             | 6 episódios |
| 2014-2016     | Nashville                                           |                                               | Ela mesma                                        | 2 episódios |
| 2015          | Law & Order: Special Victims Unit                   | br: Law & Order: Unidade de Vítimas Especiais | Janette Grayson                                  | Episódio: "Institutional Fail" |
| 2016          | The Beatles: Eight Days a Week                      |                                               | Ela mesma                                        | Documentário |
| 2016-2020     | Blue Bloods                                         |                                               | Regina Thomas                                    | 3 episódios |
| 2017          | When We Rise                                        |                                               | Pat Norman                                       | Minissérie / 3 episódios |
| 2017          | Animals.                                            |                                               | Dorothy (Voz)                                    | Episódio: "Dog." |
| 2017          | The Problem with Apu                                |                                               | Ela mesma                                        | Especial de televisão |
| 2018          | Instinct                                            |                                               | Joan Ross                                        | 6 episódios |
| 2018          | BoJack Horseman                                     |                                               | Mikayla (Voz)                                    | Episódio: "The Light Bulb Scene" |
| 2018          | Robin Williams: Come Inside My Mind                 |                                               | Ela mesma                                        | Documentário da HBO |
| 2018-2019     | Elena of Avalo                                      | br/pr: Elena de Avalor                        | Lama (Voz)                                       | 3 episódios |
| 2019          | Scooby-Doo and Guess Who?                           | br: Scooby-Doo e Convidados                   | Ela mesma                                        | Episódio: ‘’The Nightmare Ghost of Psychic U!’’                                                                                             |
| 2020          | RuPaul's Drag Race                                  |                                               | Ela mesma                                        | 2 episódios: temporada 12, jurada convidada                                                                                                 |
| 2020-2021     | The Stand                                           |                                               | Mãe Abagail Freemantle                           | Série limitada, 8 episódios |
| 2021-2023     | Godfather of Harlem                                 |                                               | Senhorita Willa                                  | 3 episódios |
| 2021-2023     | Harlem                                              |                                               | Dr. Elise Pruitt                                 | 9 episódios |
| 2022          | Star Trek: Picard                                   |                                               | Guinan                                           | 2 episódios |
| 2022          | Amphibia                                            |                                               | Mother Olm (Voz)                                 | 3 episódios |
| 2023          | The Conners                                         |                                               | Sra. Glen                                        | Episódio: "The Contra Hearings and The Midnight Gambler"                                                                                    |
| 2024          | Hacks                                               |                                               | Ela mesma                                        | Episódio: "Join the Club" |

## Discografia
- 1985: Original Broadway Recording (Geffen/Warner Bros. Records)
- 1988: Fontaine: Why Am I Straight? (MCA Records)
- 1989: The Long Walk Home (Miramax Films)
- 1992: Sister Act—Soundtrack (Hollywood/Elektra Records)
- 1993: Sister Act 2—Soundtrack (Hollywood/Elektra Records)
- 1994: Corrina Corrina (New Line Cinema)
- 2001: Call Me Claus (One Ho Productions)
- 2005: Live on Broadway: The 20th Anniversary Show (DRG Records)

## Prêmios e Indicações
| Ano  | Filme                                         | Prêmio | Resultado |
| ---- | --------------------------------------------- | --- | --------- |
| 1985 | The Color Purple                              | Oscar de Melhor Atriz | Indicado  |
| 1985 | The Color Purple                              | Golden Globe Award de Melhor Atriz (Drama) | Venceu    |
| 1985 | The Color Purple                              | NAACP Image Award de Melhor Atriz | Venceu    |
| 1985 | The Color Purple                              | National Board of Review de Melhor Atriz | Venceu    |
| 1986 | Whoopi Goldberg Original Broadway Show Record | Grammy Award de Melhor Gravação de Comédia | Venceu    |
| 1986 | Moonlighting                                  | Emmy Award de Melhor Atriz em Participação de Série de Drama | Indicado  |
| 1988 | Fatal Beauty                                  | Nickelodeon Kid's Choice Awards de Atriz Favorita de Filme | Venceu    |
| 1989 | Fatal Beauty                                  | NAACP Image Award de Melhor Atriz | Venceu    |
| 1989 | Fontaine: Why Am I Straight                   | Grammy Award de Melhor Gravação de Comédia | Indicado  |
| 1989 | The Telephone                                 | Nickelodeon Kid's Choice Awards de Atriz Favorita de Filme | Venceu    |
| 1990 | Ghost                                         | Oscar de Melhor Atriz Coadjuvante | Venceu    |
| 1990 | Ghost                                         | BAFTA de Melhor Atriz Coadjuvante | Venceu    |
| 1990 | Ghost                                         | Golden Globe Award de Melhor Atriz Coadjuvante | Venceu    |
| 1990 | Ghost                                         | NAACP Image Award de Melhor Atriz | Venceu    |
| 1990 | Ghost                                         | NAACP Image Award Artista do Ano | Venceu    |
| 1991 | Ghost                                         | Saturn Award de Melhor Atriz Coadjuvante | Venceu    |
| 1991 | A Different World                             | Emmy Award de Melhor Atriz Convidada em Série de Comédia | Indicado  |
| 1992 | Sister Act                                    | Golden Globe Award de Melhor Atriz (Comédia/Musical) | Indicado  |
| 1992 | Sister Act                                    | MTV Movie Award de Melhor Atriz | Indicado  |
| 1992 | Sister Act                                    | MTV Movie Award de Melhor Comediante | Indicado  |
| 1992 | Sister Act                                    | NAACP Image Award de Melhor Atriz | Venceu    |
| 1992 | Sister Act                                    | People's Choice Awards de Melhor Atriz em Filme de Comédia | Venceu    |
| 1992 | Soapdish                                      | Nickelodeon Kid's Choice Awards de Atriz Favorita de Filme | Venceu    |
| 1993 | The Long Walk Home                            | NAACP Image Award de Melhor Atriz | Venceu    |
| 1994 | The 66th Annual Academy Awards                | Emmy Award de Performance Individual em Programa de Variedades ou Música | Indicado  |
| 1994 | Sister Act 2: Back in the Habit               | MTV Movie Award de Melhor Atriz de Comédia | Indicado  |
| 1994 | Sister Act 2: Back in the Habit               | Nickelodeon Kid's Choice Awards de Atriz Favorita de Filme | Venceu    |
| 1994 | Sister Act 2: Back in the Habit               | People's Choice Awards de Melhor Atriz em Filme de Comédia | Venceu    |
| 1995 | Corrina, Corrina                              | People's Choice Awards de Melhor Atriz em Filme de Comédia | Venceu    |
| 1996 | Bogus                                         | People's Choice Awards de Melhor Atriz em Filme de Comédia | Venceu    |
| 1996 | The 68th Annual Academy Awards                | Emmy Award de Performance Individual em Programa de Variedades ou Música | Indicado  |
| 1996 | Theodore Rex                                  | Fanfestival Award de Melhor Atriz | Venceu    |
| 1996 | Boys on the Side                              | NAACP Image Award de Melhor Atriz | Indicado  |
| 1997 | Ghosts of Mississippi                         | NAACP Image Award de Melhor Atriz | Indicado  |
| 1997 | Eddie                                         | Nickelodeon Kid's Choice Awards de Atriz Favorita de Filme | Indicado  |
| 1998 | Cinderella                                    | NAACP Image Awards de Melhor Atriz em Telefilme ou Minissérie | Indicado  |
| 1999 |                                               | GLAAD Media Awards Prêmio de Vanguarda | Venceu    |
| 1999 | How Stella Got Her Groove Back                | NAACP Image Awards de Melhor Atriz Coadjuvante | Venceu    |
| 1999 | The Nanny                                     | NAACP Image Awards de Melhor Atriz Coadjuvante em Série de Comédia | Indicado  |
| 2007 | Everybody Hates Chris                         | NAACP Image Awards de Melhor Atriz Coadjuvante em Série de Comédia | Indicado  |
| 2009 | The View                                      | Emmy Award de Melhor Apresentadora de Programa Diurno (compartilhado com Joy Behar, Elisabeth Hasselbeck, Sherri Shepherd, Barbara Walters)                                         | Venceu    |
| 2010 | The View                                      | Emmy Award de Melhor Apresentadora de Programa Diurno (compartilhado com Joy Behar, Elisabeth Hasselbeck, Sherri Shepherd, Barbara Walters)                                         | Indicado  |
| 2012 | The View                                      | Emmy Award de Melhor Apresentadora de Programa Diurno (compartilhado com Joy Behar, Elisabeth Hasselbeck, Sherri Shepherd, Barbara Walters)                                         | Indicado  |
| 2013 | The View                                      | People's Choice Award de Apresentadora de TV Favorita | Indicado  |
| 2014 | The View                                      | Emmy Award de Melhor Apresentadora de Programa Diurno (compartilhado com Barbara Walters, Sherri Shepherd, Jenny McCarthy)                                                          | Indicado  |
| 2016 | The View                                      | Emmy Award de Melhor Apresentadora de Programa Diurno (compartilhado com Joy Behar, Candace Cameron Bure, Paula Faris, Raven-Symoné, Nicole Wallace, Rosie Perez, Michelle Collins) | Indicado  |
| 2018 | The View                                      | Emmy Award de Melhor Apresentadora de Programa Diurno (compartilhado com Joy Behar, Sara Haines, Sunny Hostin, Meghan McCain, Paula Faris, Jedediah Bila)                           | Indicado  |